# اویوکویینتانا
اویوکویینتانا (به انگلیسی: Avioquintana) یک شرکت هواپیمایی است که در ۱۹۹۷ میلادی تأسیس شده‌است. دفتر مرکزی اویوکویینتانا در کینتانا رو، مکزیک واقع شده‌است و قطب این شرکت هواپیمایی در فرودگاه بین‌المللی کانکون، کینتانا رو قرار دارد.